# Niczky Géza
Niczky Géza (Sátoraljaújhely, 1953. április 29. –) költő, Artisjus-díjas zeneszerző, előadóművész.

## Élete és munkássága
Iskoláit Sátoraljaújhelyen végezte. Szülei zenei általános iskolába íratták be, ahol zenei érdeklődésén kívül a költészet iránti fogékonysága is hamarosan kiderült. 
Szakközépiskolai érettségije után természetesnek tűnt számára, hogy zenei tanulmányokat folytasson, azért az Országos Szórakoztatózenei Központ miskolci stúdiójában zongora, gitár és ének-tanulmányokat kezdett. Itt kapta meg működési engedélyét is.
Életét és munkásságát meghatározta, hogy Sátoraljaújhelyhez egész életében hű maradt. A város köztiszteletben álló polgára, akinek verseit, dalait minden esetben érdeklődés követi.
Ő szerezte a zenéjét és írta szövegét Zemplén megye Himnuszának is, melynek szöveg-részletét a Legyesbényei Kőkönyvtár gránitalapjaira is rávésték.
Országos ismertségét a 2012-ben megjelent magyarnóta CD-je jelentette, amikor is a CD-n szereplő dalokat bemutatta a Dankó Rádió. 
Nótáit Pere János, B. Tóth Magda, Gáspár Anni és Újvári Marika előadásában ismerhette meg a magyar közönség.  A Fohász c. dala Pere János előadásában olyan sikert ért el, hogy a kívánságműsorokban már a dal legelső elhangzása után is az „állandóan kért” dalok közé került.

### Verseskötetei
1997.  Olthatatlan vágy
A 97 verset tartalmazó kötet formai utalás a kötet megjelenésének időpontjára:  a századvég égető problémáira, a szeretet agóniájára, a technika eszközeinek léleküresítő voltára.
1999.   Héthúros gitár
Ady Endre kérdése: „Mit ér az ember, ha magyar?”. Niczky Géza kötetének versei olvasása közben ennek a kérdésnek a helyi változata juthat eszünkbe: „Mit ér az ember, ha újhelyi magyar?” 
A kötet versei ennek a léthelyzetnek a művészi ábrázolása.
2001.   Közeli távolságok
Ebben a kötetében az élet néha kiúttalannak látszó létsivatagáról is vall. Különösen érdekes a Meg c. verse, amely mindössze 36 azonos ragozású „meg” igekötővel kezdődő ige, amely a kezdet és vég között íveli át életünket a”megszülettünk”-től  és „meghalunk”-ig. 
2004.   . . . . Jó
A költő a mindennapi életről szóló verseit tartalmazza, mély szomorúsággal, bánattal, bölcs humorral.
2007. Ahol a nő
Őszinte hitvallás önmagáról, családjáról, a szerelemről. Gyászbeszéd c. versében még a halállal is viccelni merészel.
2018.  Ott
Ebben a kötetben 165 mélyértelmű verse található az élet apró és óriás dolgairól.

### Zeneszerzői tevékenysége
Könnyűzenei CD-k :
2007.  Nosztalgia 
2009.  Karácsony
2011.  Bárhol

Magyarnóta CD-k :
2012.   Csodás magyarnóta
2017.  A nóta örökké éljen

### Előadói tevékenysége
Dalait (melyeknek a zenéjét és szövegét is írja) saját maga és zenekara adja elő.